# Faculdade de Informática e Administração Paulista
A Faculdade de Informática e Administração Paulista (FIAP) é uma instituição brasileira de ensino superior com foco em tecnologia da informação e gestão empresarial. Possui quatro campus localizados nas cidades de  São Paulo e Barueri.

## História
Fundada em 1993, a FIAP começou a funcionar com cursos noturnos de bacharelado em administração de empresas e de tecnologia em processamento de dados.
No ano de 1995, adquiriu o prédio na avenida Lins de Vasconcelos, onde atualmente funciona uma de suas unidades no Campus Aclimação. Neste mesmo ano, teve seus cursos reconhecidos pelo MEC.
Na segunda metade dos anos 90, a instituição expandiu sua sede e iniciou alguns cursos de pós-graduação.
Em 2000, iniciou-se o projeto e construção da unidade 2 do Campus Aclimação, um edifício de 12 andares situado também na avenida Lins de Vasconcelos, próximo de sua primeira unidade.
Ao longo da década de 2000, a faculdade continuou ampliando o número de cursos de graduação e MBA, além de ter aberto ainda mais três campi: dois na cidade de São Paulo (Campus Paulista e Campus Vila Olímpia), e um na cidade de Barueri (Campus Alphaville).
Além dos cursos no Brasil, a FIAP mantém parceria com a Singularity University, organização de ensino situada no Campus da NASA AMES  no Vale do Silício, com Babson College, em Boston - MA - EUA, com a Nova School Of Business and Economics, em Lisboa - Portugal e com a Hyper Island, instituição com sede em vários países.

## Cursos
Em Julho de 2018, a FIAP contava com os seguintes cursos de graduação e pós-graduação presenciais e on-line:

### Graduação[6]
- Bacharelado em Engenharia da Computação
- Bacharelado em Engenharia de Produção
- Bacharelado em Engenharia Mecatrônica
- Bacharelado em Sistemas de Informação
- Bacharelado em Administração
- Tecnólogo em Análise e Desenvolvimento de Sistemas
- Tecnólogo em Redes de Computadores - Cybersecurity & Internet of Things (IoT)
- Tecnólogo em Banco de Dados - BI & Big Data
- Tecnólogo em  Sistemas para Internet
- Tecnólogo em Jogos Digitais
- Tecnólogo em Gestão de Tecnologia da Informação
- Tecnólogo em Defesa Cibernética
- Tecnólogo em Marketing - Digital e Data Science
- Tecnólogo em Produção Multimídia

### GraduaçãoOn-line
- Tecnólogo em Gestão de Tecnologia da Informação On-line
- Tecnólogo em Análise e Desenvolvimento de Sistemas On-line
- Bacharelado em Sistemas de Informação On-line
- Tecnólogo em Defesa Cibernética On-line
- Tecnólogo em Marketing - Digital e Data Science On-line
- Tecnólogo em Produção Multimídia On-line

### Pós-graduação[7]
- MBA em Gestão de Tecnologia da Informação
- MBA em Análise de Negócios - Business Partner
- MBA em Big Data (Data Science)
- MBA em Business Intelligence & Analytics
- MBA em Engenharia de Software
- MBA em Gestão de Cibersegurança
- MBA em Business Innovation - Change Makers
- MBA em Digital Data Marketing
- MBA em Gestão de Projetos com Práticas do PMI
- MBA em Gestão Estratégica de Negócios
- MBA em Gestão Por Processos
- MBA em Cloud Computing
- MBA em Arquitetura de Soluções
- MBA em Engenharia de Dados
- MBA em Gestão e Arquitetura de Infraestrutura
- MBA em Full Stack Developer SOA & Internet of Things
- MBA em Digital Games
- MBA em MIT - Master in Information Technology
- MBA  em Digital Business
- MBA  em Health Tech
- MBA  em Artificial Intelligence & Machine Learning
- MBA  em Mobile Development
- MBA  em Arquitetura e Desenvolvimento na Plataforma. NET

### Pós GraduaçãoOn-line
- MBA em Gestão de Tecnologia da Informação On-line
- MBA em Gestão Estratégica de Negócios On-line

## Prêmios e reconhecimento
- “O melhor de São Paulo”, Revista INFO, 1999 [8]
- “Melhores MBAs do Brasil”, Revista Você S/A, 2002
- “Cinco MBAs Bem-conceituados do mercado”, Veja SP, 2010 [9]
- “Prêmio de Cidadania Universitária Edison Tsung-Chi Hsueh”, Câmara Municipal de São Paulo, 2008 a 2011 [10]
- "Melhor Coworking", Spark Awards 2013. [11]